# 홍보소통수석비서관
대통령비서실 홍보소통수석비서관(弘報疏通首席秘書官)은 대통령비서실 정책실을 대표하는 직위로, 장관급 정무직공무원으로 보한다.

## 임명
- 홍보소통수석비서관은 대통령이 임명한다.

## 역대 수석 비서관

### 공보수석비서관
| 정부        | 대수 | 이름           | 임기                              | 비고 |
| ----------- | ---- | -------------- | --------------------------------- | ---- |
| 김대중 정부 | 초대 | 박지원(朴智元) | 1998년 2월 25일 ~ 1999년 5월 25일 |      |
| 김대중 정부 | 2대  | 박준영(朴晙瑩) | 1999년 5월 25일 ~ 2001년 9월 11일 |      |
| 김대중 정부 | 3대  | 오홍근(吳弘根) | 2001년 9월 11일 ~ 2002년 1월 29일 |      |
| 김대중 정부 | 4대  | 박선숙(朴仙淑) | 2002년 1월 29일 ~ 2003년 2월 24일 |      |

### 홍보수석비서관
| 정부        | 대수 | 이름            | 임기                                | 비고                                 |
| ----------- | ---- | --------------- | ----------------------------------- | ------------------------------------ |
| 노무현 정부 | 초대 | 이해성(李海成)  | 2003년 2월 25일 ~ 2003년 8월 17일   |                                      |
| 노무현 정부 | 2대  | 이병완(李炳浣)  | 2003년 8월 17일 ~ 2005년 2월 17일   |                                      |
| 노무현 정부 | 3대  | 조기숙(趙己淑)  | 2005년 2월 17일 ~ 2006년 2월 17일   |                                      |
| 노무현 정부 | 4대  | 이백만(李百萬)  | 2006년 2월 17일 ~ 2006년 11월 16일  | 국정홍보처 차장 역임                 |
| 노무현 정부 | 5대  | 윤승용(尹勝容)  | 2006년 12월 14일 ~ 2007년 12월 21일 |                                      |
| 노무현 정부 | 6대  | 천호선(千晧宣)  | 2007년 12월 21일 ~ 2008년 2월 24일  | 대통령비서실 대변인 역임             |
| 이명박 정부 | 초대 | 이동관(李東官)  | 2009년 9월 1일 ~ 2010년 7월 16일    | 대통령비서실 대변인 역임             |
| 이명박 정부 | 2대  | 홍상표(洪相杓)  | 2010년 7월 16일 ~ 2011년 6월 10일   |                                      |
| 이명박 정부 | 3대  | 김두우(金斗宇)  | 2011년 6월 10일 ~ 2011년 9월 16일   |                                      |
| 이명박 정부 | 4대  | 최금락 (崔今洛) | 2011년 9월 28일 ~ 2013년 2월 24일   |                                      |
| 박근혜 정부 | 초대 | 이남기(李南基)  | 2013년 3월 25일 ~ 2013년 5월 22일   |                                      |
| 박근혜 정부 | 2대  | 이정현(李貞鉉)  | 2013년 6월 3일 ~ 2014년 6월 7일     | 정무수석, 대통령비서실 정무수석 역임 |
| 박근혜 정부 | 3대  | 윤두현(尹斗鉉)  | 2014년 6월 8일 ~ 2015년 2월 26일    |                                      |
| 박근혜 정부 | 4대  | 김성우(金聲宇)  | 2015년 2월 27일 ~ 2016년 10월 30일  |                                      |
| 박근혜 정부 | 5대  | 배성례(裵聖禮)  | 2016년 10월 31일 ~ 2017년 5월 10일  |                                      |
| 윤석열 정부 | 초대 | 최영범(崔英範)  | 2022년 5월 10일 ~ 2022년 8월 21일   |                                      |
| 윤석열 정부 | 2대  | 김은혜(金恩慧)  | 2022년 8월 21일 ~ 2023년 11월 30일  | 대통령비서실 제2대변인 역임          |
| 윤석열 정부 | 3대  | 이도운(李度運)  | 2023년 11월 30일 ~ 2025년 5월       |                                      |

### 국민소통수석비서관
| 정부        | 대수 | 이름           | 임기                              | 비고                                       |
| ----------- | ---- | -------------- | --------------------------------- | ------------------------------------------ |
| 문재인 정부 | 초대 | 윤영찬(尹永燦) | 2017년 5월 11일 ~ 2019년 1월 8일  |                                            |
| 문재인 정부 | 2대  | 윤도한(尹道漢) | 2019년 1월 8일 ~ 2020년 8월 12일  |                                            |
| 문재인 정부 | 3대  | 정만호(鄭萬昊) | 2020년 8월 12일 ~ 2021년 5월 28일 | 강원특별자치도 경제부지사 역임             |
| 문재인 정부 | 4대  | 박수현(朴洙賢) | 2021년 5월 28일 ~ 2022년 5월 9일  | 국회의장 비서실장 대통령비서실 대변인 역임 |

### 홍보소통수석비서관
| 정부        | 대수 | 이름   | 임기             | 비고 |
| ----------- | ---- | ------ | ---------------- | ---- |
| 이재명 정부 | 초대 | 이규연 | 2025년 6월 8일 ~ |      |

## 같이 보기
- 대통령비서실
- 수석비서관